# Île Dorelle
L'île Dorelle est une île fluviale de la Loire, entre Nantes et Ancenis, dans le département de la Loire-Atlantique, dans l'ouest de la France.
L'île est situé près de la rive gauche (sud) du fleuve, sur le territoire de la commune du Cellier (située sur la rive droite). Elle mesure 2 km de long et 650 m de large, pour une superficie de 71 ha. Elle se trouve juste en amont de l'île Moron, dont elle n'est séparée que par un étroit bras du fleuve.
L'île est reliée à la rive sud par un pont depuis la commune d'Orée d'Anjou (Maine-et-Loire), et est également accessible à pied lorsque le bras sud est asséché.
Elle est entièrement aménagée en terrain de golf, le « golf de l'île d'Or ».